# Alexandar Bontschew
Alexandar Bontschew (bulgarisch Александър Бончев; * 30. November 1965) ist ein ehemaliger bulgarischer Fußballspieler.

## Karriere
Alexandar Bontschew spielte in seiner Heimat bis 1984 für Lewski-Spartak Sofia Von 1985 bis 1990 spielte er für Lokomotive Plowdiw. 1990 wechselte Bontschew zu Slavia Sofia, wo er in zwei Saisonen in 29 Spielen fünf Tore schoss. Während der Saison 1991/92 wechselte er zum Jahresbeginn 1992 nach Deutschland zum Bundesligisten MSV Duisburg, für den er lediglich zwei Spiele absolvierte. Sein Debüt gab er am 25. Spieltag, als er beim Auswärtsspiel gegen den Karlsruher SC von Trainer Willibert Kremer in der 8. Spielminute ein- und bereits in der 62. Minute wieder ausgewechselt wurde. Nach der Saison, die der MSV als Absteiger beendete, wechselte Bontschew Anfang Januar 1993 zum SV Darmstadt 98. Mit den Lilien kickte er in der 2. Bundesliga und bestritt 17 Ligaspiele in seiner ersten Saison. Darmstadt wurde Letzter und stieg ab. Bontschew ging danach nach Bulgarien zurück, wo er bis 1995 bei Lewski Sofia spielte. Dort wurde er 1994 bulgarischer Meister und Pokalsieger. Im  September 1994 wechselte er dann für den Rest der Saison 1994/95 zum FC Carl Zeiss Jena, ehe er wieder in seine Heimat zu Slawia Sofia zurückkehrte.